# Geneta comuna
La geneta comuna (Genetta genetta), també anomenada gat mesquer o gat moro al País Valencià, és un mamífer carnívor de la família dels vivèrrids. Juntament amb altres vivèrrids, les genetes comunes es consideren l'espècie moderna més propera als avantpassats extints comuns dels carnívors. La geneta és present a la península Ibèrica, a les illes Balears i a França, i sembla expandir-se actualment cap al nord i l'est del continent. També es pot trobar a l'Orient Pròxim i en bona part del continent africà, amb l'excepció principal de les zones desèrtiques. Es creu que la seva presència a Europa és recent i que fou introduïda per l'home de forma potser involuntària, com a mascota assilvestrada, simple polissó en algun dels vaixells que sempre han travessat l'Estret de Gibraltar o introduïda com a caçadora de rates a la rodalia de les granges, sigui pels àrabs o pels romans. La paraula «geneta» podria venir de la paraula d'origen àrab "genet" (zenete), ja que els àrabs que lluitaven a cavall durant la Reconquesta decoraven la seva cadira amb les pells d'aquest animal.

## Origen i dispersió de l'espècie

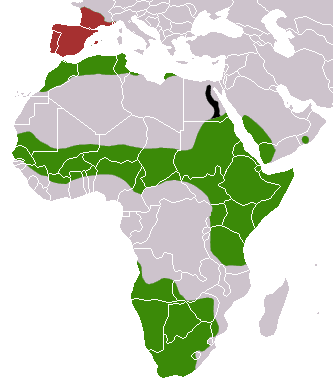

Va arribar a Europa des del nord d'Àfrica a través de la península Ibèrica. És molt estesa, la teoria que fou precisament durant l'ocupació àrab al segle viii. Tot amb tot, aquesta teoria té poc prestigi en l'actualitat, i es creu que la introducció de la geneta hauria estat més primerenca. Es té constància que els  romans tenien genetes com a animals de companyia a casa abans que els gats domèstics fossin importats des d'Egipte, i que en temps d'August es va introduir a les Balears un misteriós animal sota el nom d'ictis perquè donés fi a la plaga de conills que llavors infestava les illes. Atès que el gat no era conegut per aquest nom, tal ictis només pogué ser la geneta o, si de cas, alguna espècie de marta.

## Descripció
És un animal llarg i prim, amb una cua generalment tan llarga com la resta del cos, que té l'aparença d'un gat amb l'excepció de la cara, que és més allargada. El seu pelatge és gris pàl·lid i molt suau, i té taques negres i anells, també negres, a la cua. Com totes les genetes, té un cap petit, uns ulls i unes orelles grossos, i unes potes curtes amb urpes retràctils. Els mascles són més grossos que les femelles i els joves tenen un color gris més fosc que el dels adults. És extremadament flexible, el qual li permet d'entrar en espais molt petits. Pel seu aspecte, d'estampa felina, la geneta s'assembla a un gat allargat de pèl groguenc a grisenc, esquitxat de motes negres en el cos, i a la cua té taques anellades. A la cua el pèl és més llarg i compleix funcions estabilitzadores en els salts i en les persecucions. El cos pot arribar als 55-60 centímetres de llargada que iguala o supera la cua, que pot superar el metre de llargària des del cap a la cua. L'alçada a la creu és de 20 centímetres, i el pes oscil·la entre 1,2 i 2,5 quilos. La geneta té un cap cònic que s'afina cap al musell. Els ulls grans de color marró estan emmarcats sobre taques de color blanc que contrasten amb una franja negra que envolta la base del musell, a banda i banda d'aquest, hi ha bigotis llargs i molt sensibles. Les orelles són grosses i erectes, i arrodonides en el seu extrem. El cos és allargat i elàstic, amb unes potes anteriors curtes en contrast amb les posteriors, més llargues i musculades, que faciliten els hàbits trepadors d'aquest animal. Els peus són arrodonits, amb ungles semiretràctils.

## Distribució i hàbitat
La geneta comuna és nativa del nord d'Àfrica, des d'on s'ha estès a Europa. És la més estesa de les catorze espècies de geneta i es pot trobar a l'Àfrica, a algunes parts de l'Orient Pròxim i a Europa, on se la pot trobar a la península Ibèrica (Espanya i Portugal), a les illes Balears i a parts de França. També hi ha algunes petites poblacions que han escapat de la captivitat a Alemanya, Bèlgica i Suïssa. Pel que fa a les Balears, es pot trobar a Mallorca, Eivissa i a Cabrera, i és d'introducció recent: sembla que els moros la portaren per regular la població de rates.
Generalment prefereixen viure a sabanes i zones boscoses més seques que altres membres del gènere. Viuen a roques amb coves, a zones amb matolls espessos, a boscos de pins i pantans. Viuen generalment en boscos, però poden adaptar-se als prats, i s'enfilen bastant bé. S'adapten amb facilitat a tota mena de mitjans gràcies a la seva escassa especialització (de fet, són bastant semblants als miàcids, els primers carnívors que aparegueren a l'Eocè i van donar lloc a tots els grups actuals). Les poblacions europees semblen estar desenvolupant una resistència al fred cada vegada més gran.

## Comportament

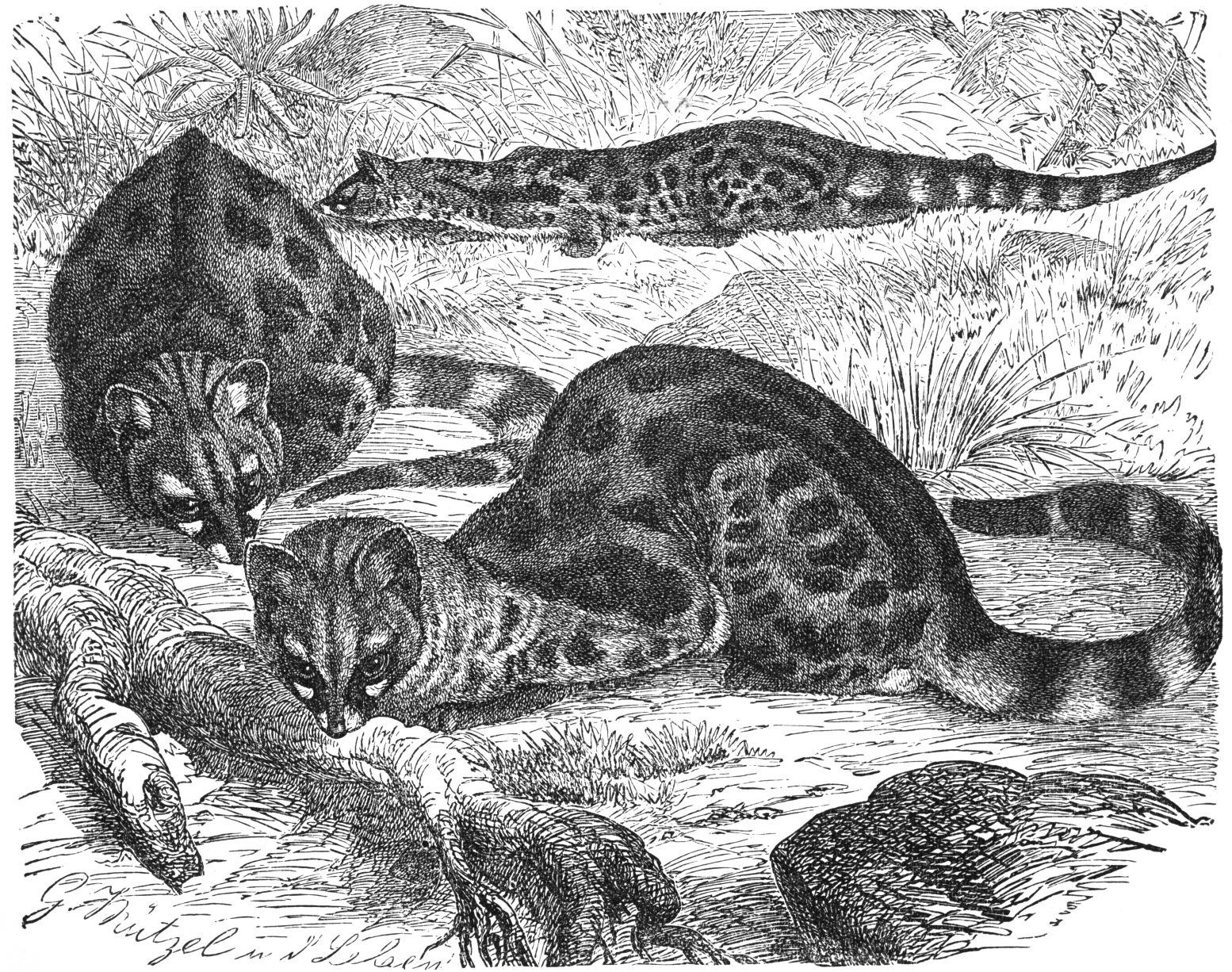
Dibuix de dues genetes

Tot i que les àrees de distribució de mascles i femelles s'encavalquen, són principalment animals solitaris, donat que els individus del mateix sexe no comparteixen un mateix territori. Es tracta d'una espècie nocturna, que rarament pot ser vista de dia, encara que de vegades se la pot veure caçant durant el crepuscle. Igual que els gats, són caçadores sigil·loses, que maten les seves preses d'una ràpida mossegada al coll. Les seves urpes esmolades els permeten tant immobilitzar les seves preses com grimpar amb facilitat. Les genetes són  depredadores nocturnes que viuen i cacen de forma solitària, encara que toleren la presència d'altres individus de la seva mateixa espècie a la rodalia. Ocasionalment, les femelles cooperen en la caça amb les seves cries subadultes o amb algun mascle.
En llibertat, les genetes viuen al voltant de 10 anys, però en captivitat arriben als 20. No tenen autèntics depredadors, encara que de vegades poden ser caçades per algunes aus de presa o per  guineus. Al nord de l'Àfrica es domestiquen genetes amb certa regularitat a les zones rurals, on, igual que els gats, alliberen les granges de petits animals. Són animals de mossegada fàcil: els exemplars criats en captivitat s'han de manejar amb precaucions, ja que es van tornant més esquerps amb l'edat.

## Dieta
La geneta comuna té una dieta variada, que consisteix en petits mamífers (especialment rosegadors), llangardaixos, ocells, rèptils, amfibis, insectes i, fins i tot, fruits. La seva presa favorita és el ratolí de bosc. Malgrat això, les genetes de les illes balears, s'alimenten principalment de llangardaixos. Atès que són experts escaladors, també s'alimenten d'esquirols i lirons.

## Reproducció
Les femelles entren en zel durant la temporada de pluges. La còpula, que segueix a uns rituals de festeig que poden allargar-se fins a una hora, té una durada de només cinc minuts, durant els quals tant el mascle com la femella miolen. El període de gestació és de 10 o 11 setmanes, després del qual la femella dona a llum entre 1 i 3 cries, les quals neixen cegues i indefenses. Els cadells són deslletats al cap de 8 setmanes, donat que poc abans comencen a prendre petites quantitats d'aliment sòlid. Els joves assoleixen la maduresa sexual al voltant dels 2 anys.

## Estat de conservació
La geneta és encara abundant a tota la seva àrea de distribució, per aquesta raó sembla tenir poc a témer en el futur i és considerada en risc mínim.

## Relacions amb humans
Les genetes comunes ocasionalment cacen ocells de corral, però amb prou feines fan prou mal per ser considerades una amenaça. Per altra banda, ajuden a mantenir baixes les poblacions d'insectes i, estant que sovint viuen prop d'assentaments humans, ajuden a alleujar els problemes de les plagues a les terres de cultiu. De vegades, als Estats Units i a l'Àsia, aquesta espècie es té a les llars com a animal de companyia exòtic.

## Subespècies
S'han catalogat fins a 30 subespècies de geneta i moltes altres estan en debat sobre llur validitat. Les més conegudes són:
- Genetta genetta afra (Nord d'Africa)
- Genetta genetta balearica (Mallorca, illes Balears)
- Genetta genetta felina
- Genetta genetta genetta
- Genetta genetta granti (Sud-oest d'Arabia)
- Genetta genetta hintoni
- Genetta genetta isabelae (Eivissa, illes Balears)
- Genetta genetta pulchra
- Genetta genetta pyrenaica (Pirineus, Occitània)
- Genetta genetta rhodanica
- Genetta genetta terraesanctae (Israel)
- Genetta genetta senegalensis (Espanya, Sudan)[4]